# Kasa

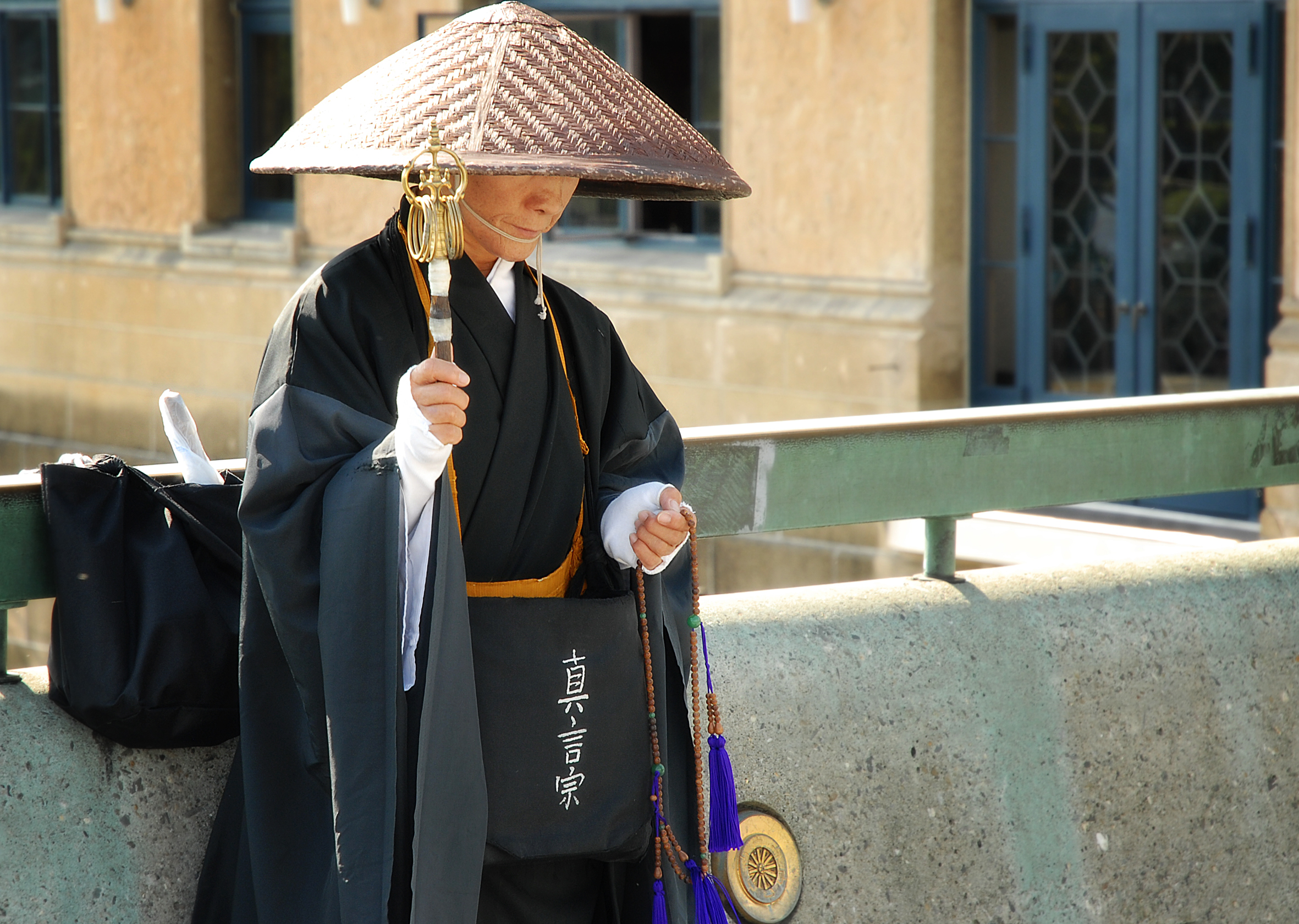
Bedelmonnik in Kyoto draagt een kasa.

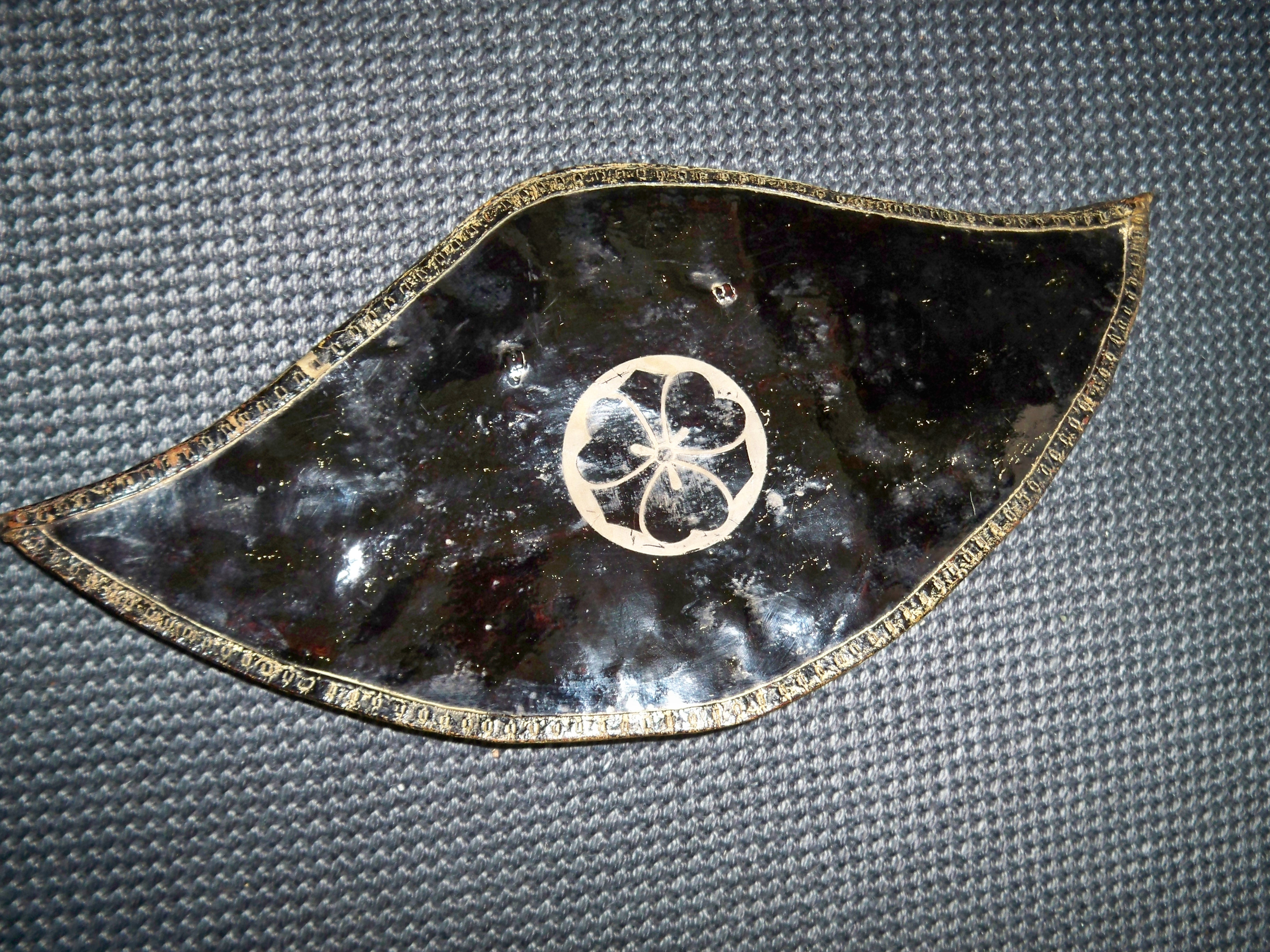
Antieke leren jingasa, deze werd gedragen door samoerai of ashigaru.

Een kasa (Japans: 笠, かさ, Hepburn: kasa) is een conische hoed die traditioneel wordt gedragen in Japan. Vaak worden deze hoeden gemaakt van bamboe, stro, of riet.

## Etymologie
Kasa is de romaji-transliteratie van de kanji 笠. Dit karakter is opgebouwd uit het radicaal 竹 (bamboe) als het topelement en de kanji 立 (staan) als fonetisch element. De combinatie wijst op een object van bamboe en suggereert via het fonetische element de uitspraak. De letterlijke betekenis: iets van bamboe dat op het hoofd staat. In het Nederlands kan 笠 het best vertaald worden als: bamboehoed of strooien hoed.
Doormiddel van rendaku verandert de stemloze 'k' in een stemhebbende velaire plosief wanneer kasa de secundaire positie inneemt van een samenstelling en wordt in de romaji-transliteratie geschreven als een 'g'.

## Soortenkasa
Vele verschillende soorten kasa werden en worden geproduceerd. Elk type is aangepast aan de activiteiten van de drager. Hieronder is een onvolledige lijst met veel voorkomende kasa.
| Romaji        | Japans   | Beschrijving |
| ------------- | -------- | --- |
| Ajirogasa     | 網代笠   | een gevlochten hoed gemaakt van geschaafd bamboe of hout. |
| Amigasa       | 編み笠   | een gevlochten hoed die traditioneel gedragen wordt bij sommige Japanse volksdansen. |
| Fukaamigasa   | 深編み笠 | een diepe gevlochten hoed. |
| Jingasa       | 陣笠     | een type hoed die vaak werd gedragen door samoerai en ashigaru. Jingasa werden gemaakt van ijzer, koper, hout, papier, bamboe of leer. Jingasa waren bijna altijd voorzien van een mon (familiewapen).                                      |
| Rōningasa     | 浪人笠   | meestal een conische amigasa met een plat bovenste deel, vaak gedragen door rōnin. |
| Sandogasa     | 三度笠   | een bamboehoed voor reizigers met een brede, platte vorm die bescherming bood tegen zon en regen. Deze hoeden werden veel gedragen door hikyaku (koeriers) die regelmatig tussen Edo (tegenwoordig: Tokio) en Kyoto reisden.                |
| Sugegasa      | 菅笠     | een conische, puntige gevlochten hoed gemaakt van riet. Deze hoedvorm wordt in Vietnam nón lá genoemd en in Cambodja do'un. |
| Takuhatsugasa | 托鉢笠   | Een geweven rijststrohoed gedragen door boeddhistische bedelmonniken. De takuhatsugasa is groot en heeft een kom- of paddenstoelvorm, deze bedekt het bovenste deel van het gezicht, waardoor de identiteit van de monnik wordt gemaskeerd. |
| Tengai        | 天蓋     | een strohoed in de vorm van een diepe mand, gedragen over het hoofd met een doorkijkrooster voor de drager. Deze hoed werd vooral door monniken gedragen.                                                                                   |
| Torioigasa    | 鳥追笠   | een dubbelgevouwen hoed die veel lijkt op de amigasa maar flexibeler is. De torioigasa wordt vaak gedragen tijdens het Awa dansfestival tijdens Obon.                                                                                       |

## Lantaarns en pagodes
Kasa is bij Japanse traditionele lantaarns (tōrō, de kap, dakje of 'paraplu' (in vorm gelijkend op een strooien hoed) op de lampenkamer (hibukuro). De vorm is zeer variabel zes- of vierhoekig of nog anders. Op de kasa staat een sōrin (相輪), die bij de stenen lantaarns (Ishi-dōrō, 石灯籠) gewoonlijk in sterk vorm is gereduceerd als alleen een hōju (宝珠)

Voorbeelden lantaarns en pagode met een kasa
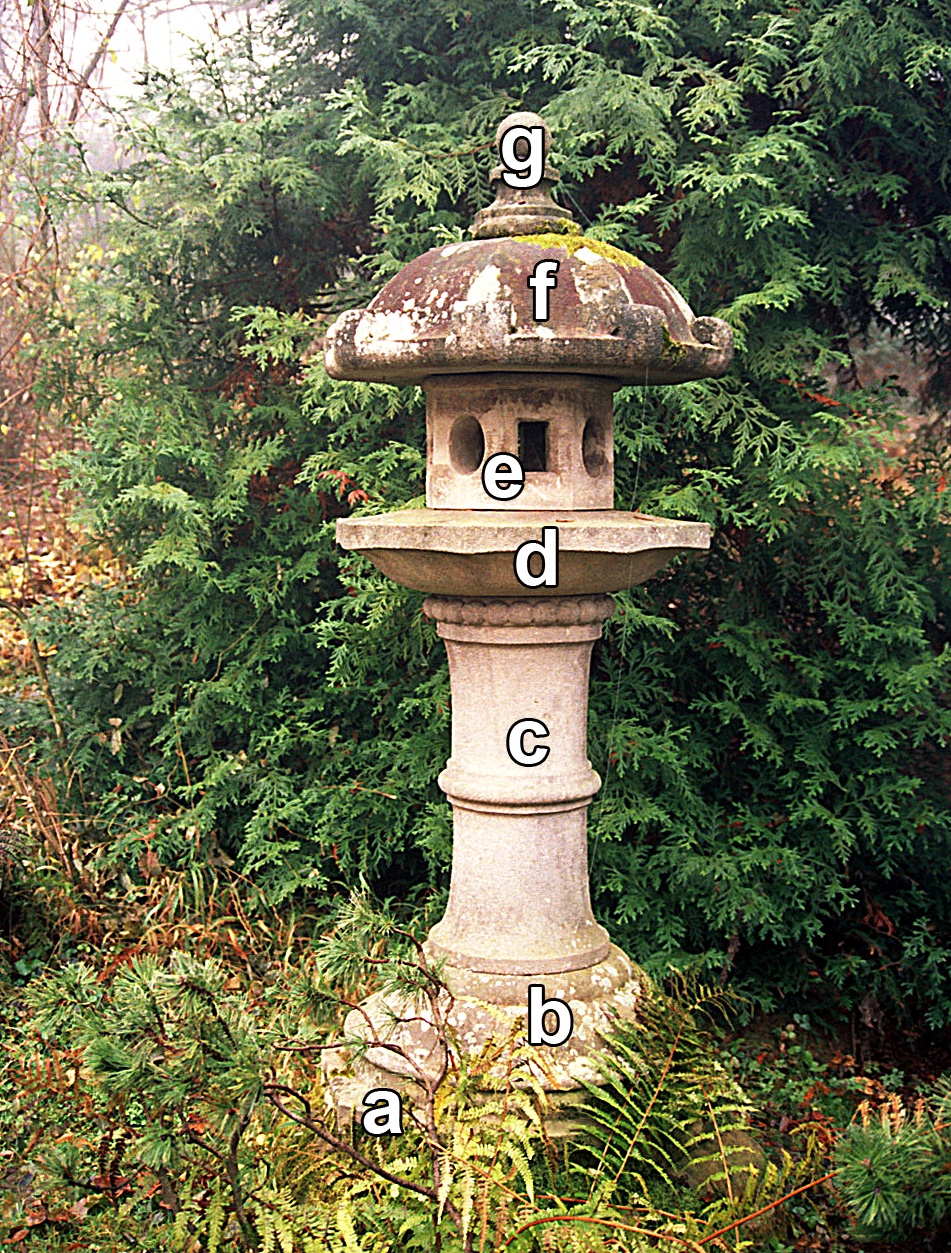
Kasuga-dōrō met: a = kidan; b = kiso; c = sao; d = chūdai; e = hibukuro; f = kasa; g = hōju
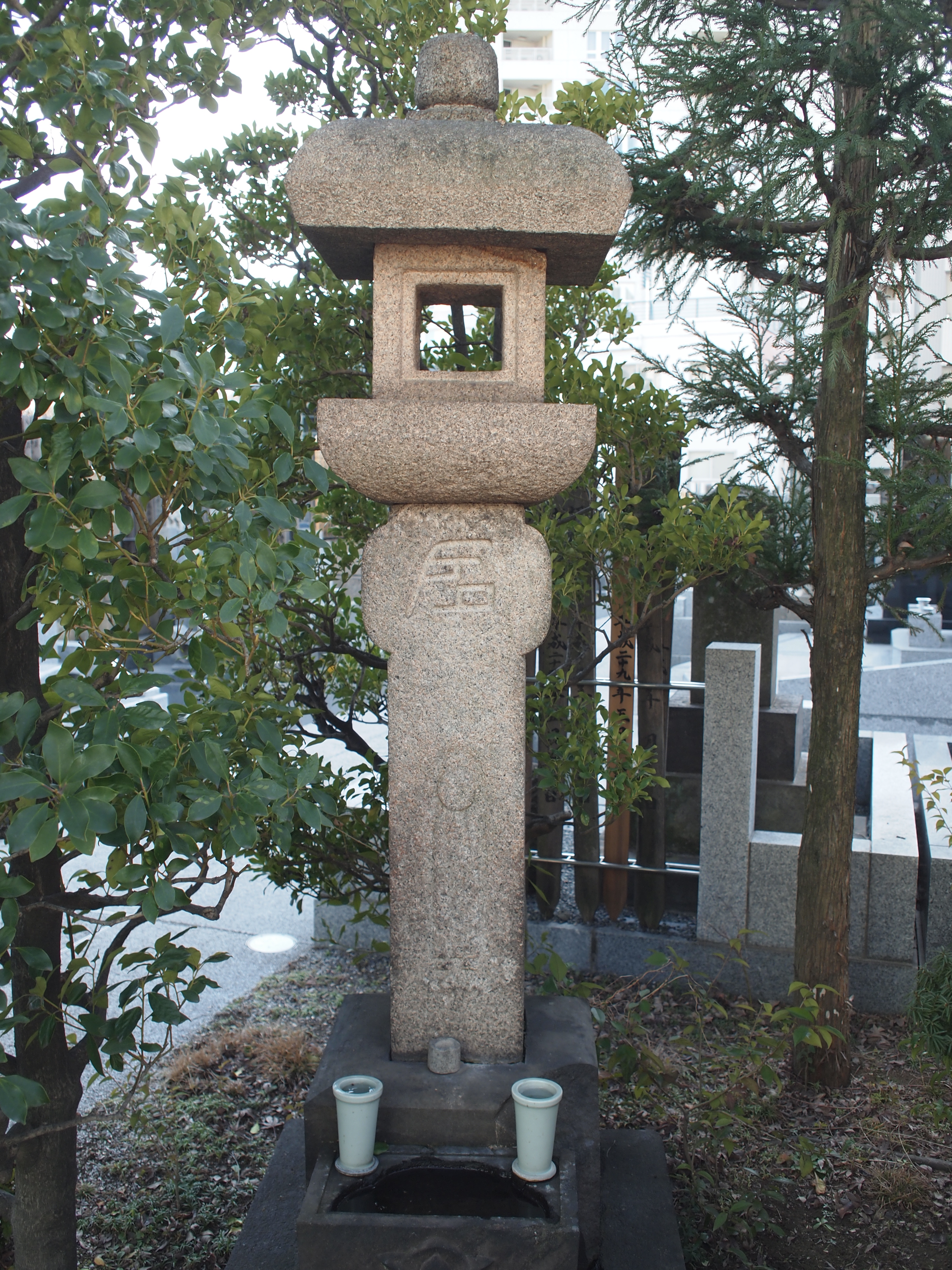
Kirishitan-dōrō met een reliëf en Lhq-monogram
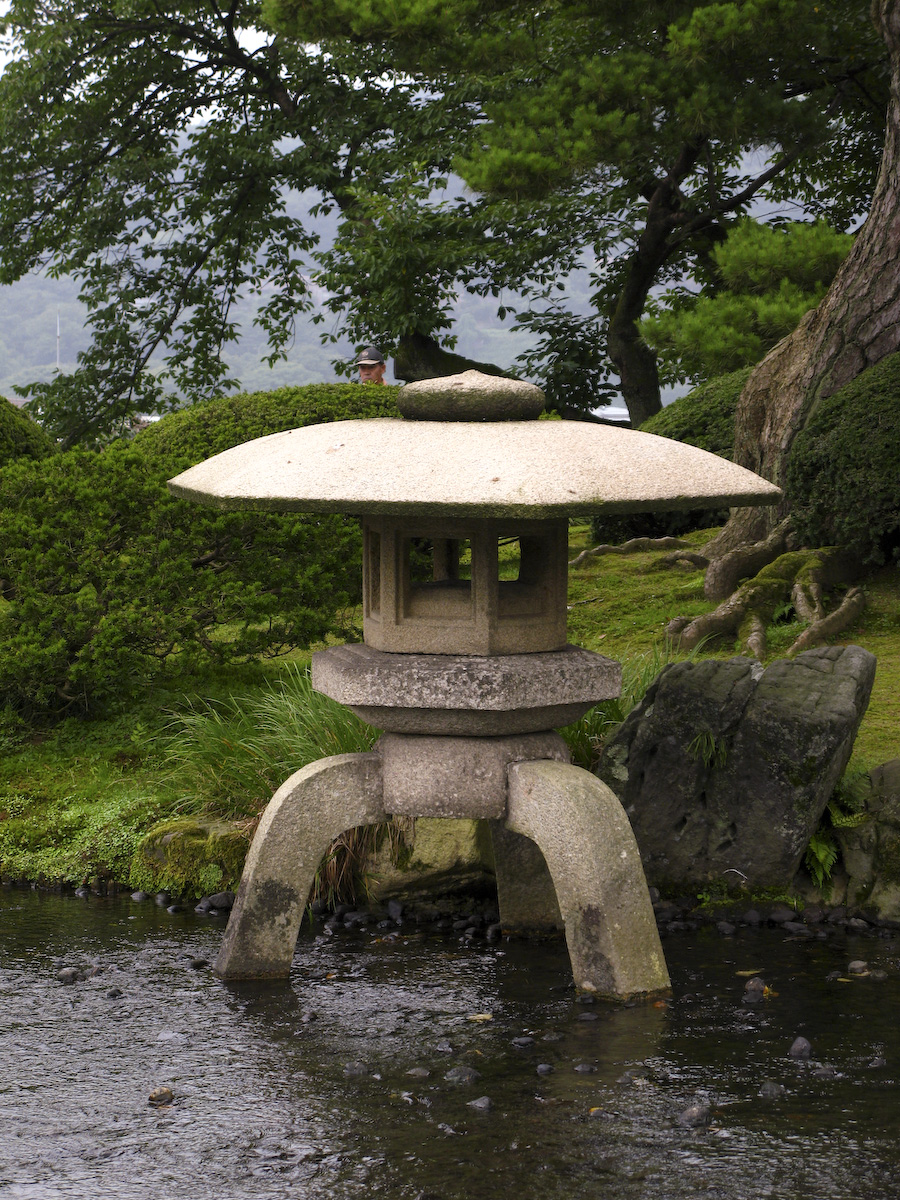
Yukimigata tōrō met drie poten
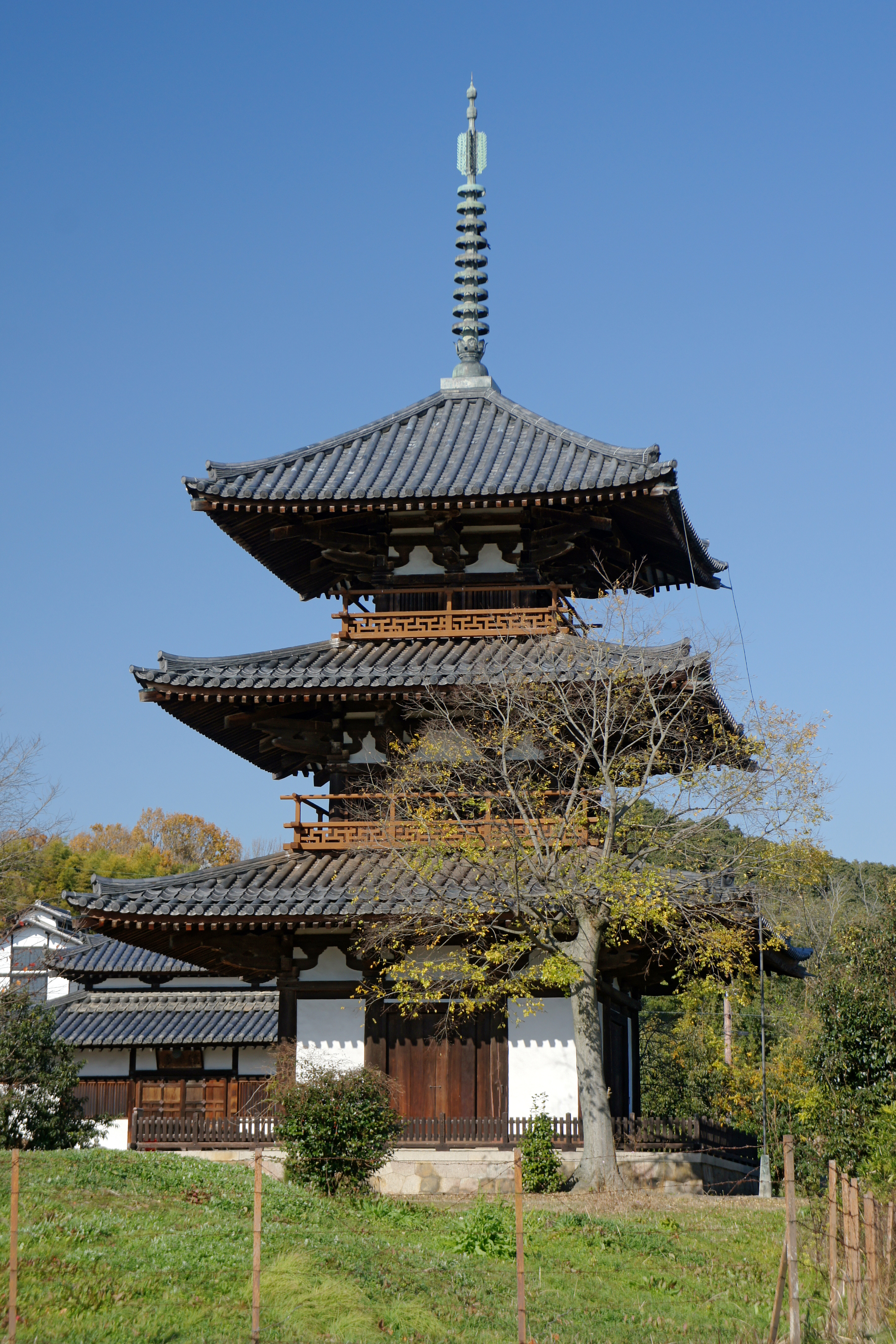
Japans oudste pagode met drie etages te Hokki-ji, Ikaruga; Op het dak staat een enkele sōrin
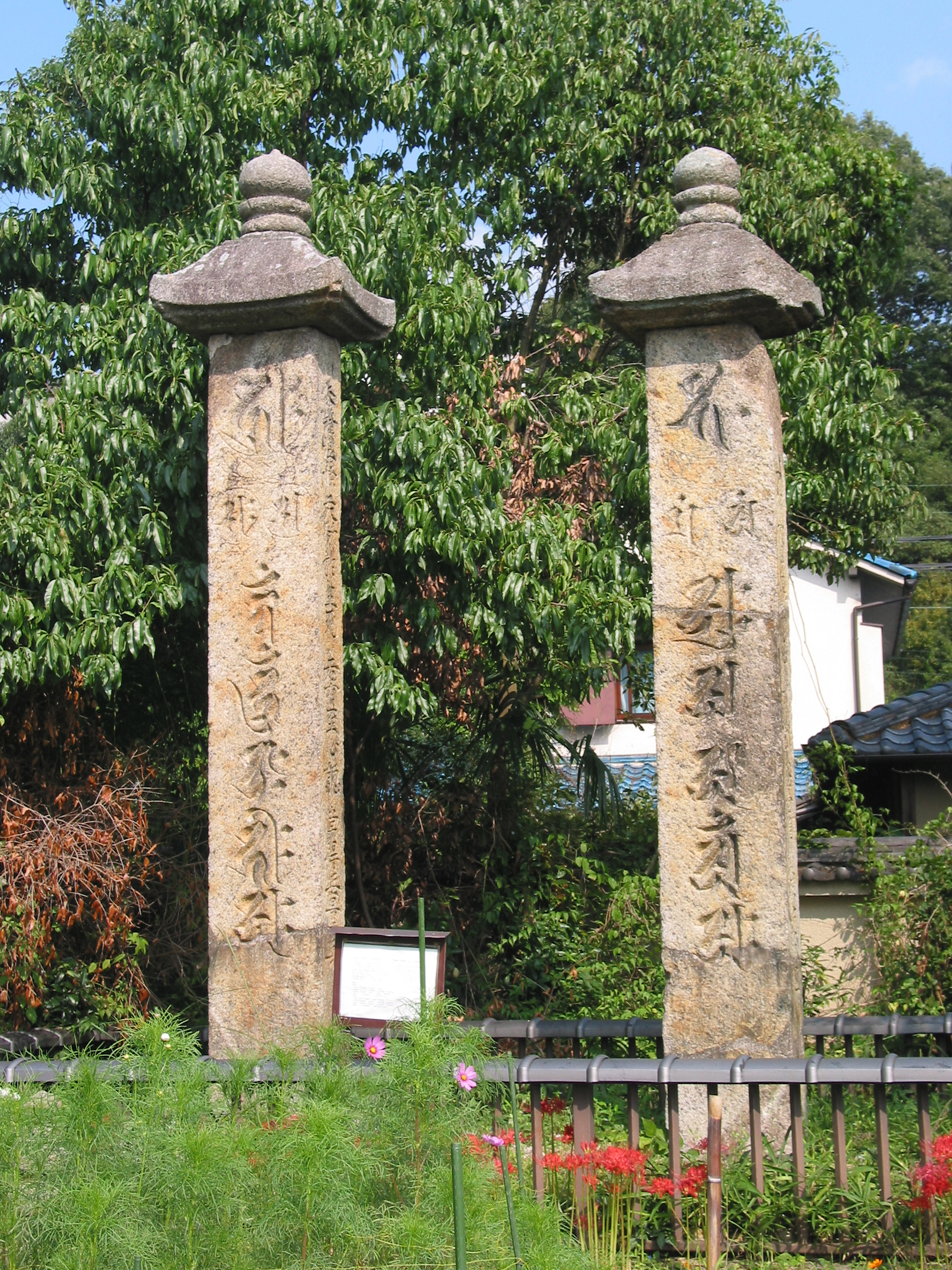
Twee kasatōba, Hannya-ji, prefectuur Nara

Bij metalen lantaarn is aan hoekpunten van de kasa vaak een warabite ('varenspruiten') te vinden. Dit zijn de omhoog krullende hoekenpunten van de ribben (kudarimune) van de kasa. De warabite is een ornament met een gebogen vorm als gekrulde varen-scheuten.
Kasatōba of kasa sotōba (letterlijk 'paraplu-stoepa' of 'paraplu-pagode') is een Japanse pagode (tō) die dient als gedenksteen, grafsteen of stenen grafmonument (sekihi) met als kenmerkend deel een deksteen in de vorm van hoedje, dakje of 'paraplu'.

Aoishitōba · 
Bantōba · 
Buttō · 
Daitō · 
Gorintō · 
Hiratōba · 
Hōkyōintō · 
Hōtō · 
Hyakumantō · 
Ishitō · 
Itabi · 
Itabō · Itatōba · 
Kaisantō · 
Kasatōba · 
Kunisakitō · 
Mokutō · 
Muhōtō · 
Pantōba · Pantapō · 
Rantō · 
Sekitō · 
Sōrintō · 
Sōtō · 
Sotōba · 
Tahōtō · 
Tajūtō · Tasōtō · 
Tō · Tōba · 
Yugitō